# Glossaire de l'électricité
- Haut – A
- B
- C
- D
- E
- F
- G
- H
- I
- J
- K
- L
- M
- N
- O
- P
- Q
- R
- S
- T
- U
- V
- W
- X
- Y
- Z

## A
- Accumulateur électrique
- Adaptation d'impédances
- Admittance
- Alimentation électrique
- Alimentation de secours
- Alimentation sans interruption
- Alternateur
- Ampère, symbole A
  - Ampère-heure
- Ampèremètre
- Ampoule électrique
- Appareillage électrique
  - Appareillage électrique à haute tension
- Arc électrique

## B
- BAES = Bloc Autonome d'Éclairage de Sécurité
- BAEH = Bloc autonome d'Éclairage d'Habitation
- Barrette de terre
- BF = basse fréquence
- BT = basse tension
- Batterie d'accumulateurs
- Bobine
- Bobinage
- Boîte de jonction
- Bouteille de Leyde

## C
- C, capacité ou débit pendant une heure d'un accumulateur
- Câble
  - Câble électrique à haute tension
  - câble coaxial
  - Câble à isolation gazeuse
- Centrale électrique
- Changeur de prises
  - Changeur de prises hors circuit
  - Changeur de prises en charge mécanique
- Charge électrique
- Circuit électrique
  - Circuit en parallèle
  - Circuit en série
  - Circuit RC
  - Circuit RLC
- Commission électrotechnique internationale
- Compensation électrique
  - Compensateur synchrone
- Compteur électrique
- Condensateur
- Conducteur
- Conductance
- Conductivité
- Connecteur
- Coulomb, symbole C
- Courant
  - Courant alternatif
  - Courant continu
    - Courant continu haute tension

  - Courant de court-circuit
  - Courant harmonique
  - Courant monophasé
  - Courant biphasé
  - Courant triphasé
  - Courant tellurique
  - Courant parasite
- Court-circuit

## D
- Délestage électrique
- DDP = différence de potentiel
- Diélectrique
- Dipôle électrique
- Dipôle électrostatique
- Disjoncteur : 
  - Disjoncteur à haute tension
    - Disjoncteurs de générateurs

  - Différentiel (protection des personnes)
  - Divisionnaire (protection des circuits)
  - Magnétique (protection rapide)
  - Thermique (protection lente)
  - Magnéto-thermique
- Densité de charge

## E
- Éclateur
  - Éclateur à gaz
- Effet Early
- Effet Ferranti
- Effet Hall
- Effet Joule
- Effet Kelvin
- Effet Peltier
- Effet Seebeck
- Électroaimant
- Électrocinétique
- Électrocution
- Électrode
- Électromagnétisme
- Électroménager
- Électromètre
- Électronique
- Électrostatique
- Électrotechnique
- Élévation du potentiel de terre
- Énergie au charbon
- Énergie électrique
- Énergie électromagnétique
- Énergie éolienne
- Énergie hydraulique
- Énergie nucléaire
- Énergie potentielle électrostatique
- Énergie solaire
- Enroulement

## F
- Facteur de puissance
- Farad
- FEM = force électromotrice
- FCEM = force contre-électromotrice
- Fil électrique
- Fil de protection
- Filtre anti-harmonique
- Force
- Fréquence
- Fusible

## G
- Gain
- Gaine
- Galvanisme
- Galvanomètre
- Génie électrique
- Générateur

## H
- Hacheur
- HF = haute fréquence
- HT = haute tension
- HTA = haute tension A
- HTB = haute tension B
- Henry
- Homopolaire
- Hydroélectricité

## I
- Impédance
  - Impédance caractéristique
- Inductance
- Induction électrique
- Installation électrique
- Intensité
- Interrupteur
- Isolant électrique

## J
- Joule

## K
- Klystron

## L
- Liaison équipotentielle
- Ligne à haute tension
- Ligne quart d'onde
- Loi de Coulomb (électrostatique)
- Loi d'Ohm

## M
- Machine électrique
  - Machine à courant continu
  - Machine synchrone
- Machine électrostatique
  - Machine de Wimshurst
- Méthode de Boucherot
- Mise à la terre
- Module (d'un tableau électrique)
- Multimètre

## N
- Neutre
- Norme CEI 60320
- Norme CEI 60309

## O
- Loi d'Ohm
  - Loi d'Ohm en courant alternatif
- Ohm, symbole Ω
- Ohmmètre
- Oscilloscope
- Ouverture d'un circuit inductif

## P
- Parafoudre
- Permittivité
- Pertes Joule
- Phase
- Photoélectricité
- Photoélectrique (effet)
- Piézoélectricité
- Piézorésistance
- Pile électrique
  - Pile Bunsen
  - Pile Bichromate
  - Pile Callaud
  - Pile Clark
  - Pile Daniell
  - Pile Grove
  - Saline
  - Pile Weston
  - Pile Zamboni
- Pont de Maxwell
- Pont de Wheatstone
- Poste électrique
- Potentiel électrique
- Pouvoir de coupure
- Prise électrique
- Puissance
  - Puissance active
  - Puissance apparente
  - Puissance en régime alternatif
  - Compensation de puissance réactive
- Pyroélectricité

## Q
- Quantité d'électricité

## R
- Radioélectricité
- Régime de neutre ou SLT
- Réactance
  - Réactance shunt
- Redresseur
- Redresseur monophasé
  - Redresseur double alternance triphasé
- Régulateur de tension
- Réluctance
- Réseau électrique
  - Ligne à haute tension
- Résistance électrique
- Résistance thermique
- Rhéostat

## S
- Section
- Sectionneur
- SLT = liaison terre
- Siemens
- Shunt
- Solénoïde
- Source de courant
- source de tension
- Supraconductivité
- Supercondensateur
- Surtension
- Susceptance
- Système de transmission flexible en courant alternatif

## T
- Tableau électrique
- TGBT = tableau général basse tension
- Telluromètre
- Basse tension
- TBT = très basse tension
- Haute tension
- THT = très haute tension
- Tension
  - Tension de claquage
  - Tension transitoire de rétablissement
- Théorème de Kennelly
- Thermoélectricité
- Thyristor
- Transformateur
  - Transformateur de puissance
- Triboélectricité
- Triphasé

## U
- UHF = ultra haute fréquence (ultra high frequency)

## V
- Varistance
- Vérificateur d'absence de tension
- VHF = très haute fréquence (very high frequency)
- Volt
- Voltampère
- Voltampère réactif
- Voltmètre

## W
- Watt
- Wattmètre